# Flechtingen
Flechtingen es un municipio situado en el distrito de Börde, en el estado federado de Sajonia-Anhalt (Alemania), a una altitud de 90 metros. Su población a finales de 2015 era de unos 2900 habitantes y su densidad poblacional, 40 hab/km².